# جون ستيل (لاعب كرة قدم)
جون ستيل (بالإنجليزية: John Steel)‏ (1895 بغلاسكو في المملكة المتحدة - 1 أبريل 1953 في المملكة المتحدة) هو لاعب كرة قدم بريطاني (وحمل سابقاً جنسية المملكة المتحدة لبريطانيا العظمى وأيرلندا) في مركز الدفاع. لعب مع نادي برينتفورد ونادي نيلسون وArthurlie F.C. ‏ ونادي لانارك الثالث.